# Edna Cukierman
Edna "Eti" Cukierman (Ciudad de México, siglo XX) es una bioquímica y profesora mexicana. Se desempeña como profesora del Fox Chase Cancer Center y codirectora del Instituto de Cáncer de Páncreas Marvin & Concetta Greenberg. Su investigación se centra en el cáncer de páncreas y el microambiente tumoral.

## Primeros años
Cukierman nació en la Ciudad de México. Emigró a Israel en 1986, donde ingresó a Technion - Instituto de Tecnología de Israel para su investigación doctoral, donde estudió GTPasa dirigida por ARF.

## Carrera
Después de su doctorado, Cukierman recibió una beca posdoctoral en 1997 y se unió al Instituto Nacional de Investigación Dental y Craneofacial. Desarrolló una matriz extracelular derivada de células fibroblásticas de múltiples capas, que se utilizó ampliamente en la investigación de biomateriales.
Se unió al Fox Chase Cancer Center en 2002. Estudia el cáncer de páncreas, con un enfoque específico en el microambiente tumoral y la identificación de estrategias que pueden cambiar el microambiente tumoral. La desmoplasia, que es el crecimiento de tejido conjuntivo, muestra similitudes con las patologías de cicatrización de heridas (p. ej., inflamación crónica). Ella cree que será posible detener el crecimiento de los tumores transformando el microambiente en uno que aproveche las funciones antitumorales.
En 2005, Cukierman demostró que las matrices extracelulares desmoplásicas podían inducir un fenotipo miofibroblástico en células fibroblásticas vírgenes. Este trabajo implicó la realización de un sistema de estroma tridimensional mimético humano, lo que permitió comprender los factores extracelulares que determinan la función de los fibroblastos. A través del cultivo multicelular, Cukierman ha demostrado cómo los fibroblastos asociados con el cáncer imparten influencias inmunosupresoras, se comunican y proporcionan nutrición a las células cancerosas. Ella identificó que la comunicación del cáncer involucraba la vía de señalización de TGF-beta, la vía de señalización de la matriz extracelular y la integrina y la reorganización de los elementos del citoesqueleto. Demostró que la proteína presináptica glutamatérgica Netrin G1 promovía la tumorigénesis al brindar apoyo nutricional e inmunidad a los fibroblastos asociados con el cáncer. Ella ha demostrado que los anticuerpos anti-Netrin G1 pueden detener la tumorogénesis.
Cukierman se unió a la Asociación Estadounidense de Gastroenterología en 2010. En 2017, estableció el Instituto de Cáncer de Páncreas Marvin y Concetta Greenberg.

### Premios y honores
- 2004 AACR-Premio al Desarrollo Profesional del Departamento de Salud de Pensilvania.[5]
- 2005 Nikon Small World Competition Image of Distinction.[15][16]
- Premio Idea 2015 otorgado por el Departamento de Defensa de los Estados Unidos.[8]
- Premio al Logro Distinguido de la Sociedad China de Oncología Clínica 2016.[8]
- Miembro del Consejo de la Sociedad Estadounidense de Biología Matricial en 2020.[2][17]
- Premio Mundial de Investigación del Cáncer 2020.[10]
- Miembro electo de la Asociación Americana de Gastroenterología en 2020.[7]

### Publicaciones Seleccionadas
- Taking cell-matrix adhesions to the third dimension.
- Modeling tissue morphogenesis and cancer in 3D.
- A framework for advancing our understanding of cancer-associated fibroblasts.